# Palacio de Justicia del Condado de Garden
El Palacio de Justicia del Condado de Garden (en inglés, Garden County Courthouse) es un edificio de gobierno situado en F y Main Sts. en Oshkosh, en el estado de Nebraska (Estados Unidos). Es un palacio de justicia de estilo Renacimiento clásico diseñado por John J. Huddart que se construyó entre 1921 y 1922. 
Fue construido para servir al condado de Garden, que se había separado de Deuel, y se ubicaría en Oshkosh, la sede designada del condado. Después de que se llegara a Oshkosh por ferrocarril en 1908, se votó una emisión de bonos de 40 000 dólares pero fracasó en 1914. Se aprobó una emisión de bonos posterior.
Fue incluido en el Registro Nacional de Lugares Históricos en 1990.